# 381 (szám)
A 381 (római számmal: CCCLXXXI) egy természetes szám, félprím, a 3 és a 127 szorzata.

## A szám a matematikában
A tízes számrendszerbeli 381-es a kettes számrendszerben 101111101, a nyolcas számrendszerben 575, a tizenhatos számrendszerben 17D alakban írható fel.
A 381 páratlan szám, összetett szám, azon belül félprím, kanonikus alakban a 31 · 1271 szorzattal, normálalakban a 3,81 · 102 szorzattal írható fel. Négy osztója van a természetes számok halmazán, ezek növekvő sorrendben: 1, 3, 127 és 381.
A 381 négyzete 145 161, köbe 55 306 341, négyzetgyöke 19,51922, köbgyöke 7,2495, reciproka 0,0026247. A 381 egység sugarú kör kerülete 2393,8936 egység, területe 456 036,73119 területegység; a 381 egység sugarú gömb térfogata 231 666 659,4 térfogategység.